# Michael Slupecki
Michael Slupecki, właśc. Michael Wish-Slupecki (ur. 12 stycznia 1930 w Chałupach) – amerykański biolog, ortopeda i finansista polskiego pochodzenia.

## Życiorys
Michael Slupecki urodził się w 1930 w polskiej miejscowości Chałupy. Jego rodzina wyemigrowała do Stanów Zjednoczonych trzy lata po wybuchu II wojny światowej. Studiował ortopedię na uniwersytecie medycznym Cornell University Medical Center.
Podczas pracy naukowej odkrył nowy rodzaj złamania kości występujący jedynie u dzieci, tzw. złamanie zielonej gałązki. W 1995 uzyskał tytuł profesora ekonomii Uniwersytetu w Toledo. Trzy lata później uczelnia Bowling Green State University za wkład w dziedzinę ortopedii dziecięcej nadała mu honorowy tytuł doktora nauk biologicznych. Obecnie jest etatowym pracownikiem koncernu medycznego Interim HealthCare.
W latach 70. poznał polskiego muzyka Krzysztofa Krawczyka, któremu pomógł wyjść z alkoholizmu. Wydarzenie to było szeroko komentowane zarówno w Polsce jak i w całym bloku wschodnim.